# Anthospermum paniculatum
Anthospermum paniculatum är en måreväxtart som beskrevs av Carl Friedrich Wilhelm Cruse. Anthospermum paniculatum ingår i släktet Anthospermum och familjen måreväxter. Inga underarter finns listade i Catalogue of Life.